# Мініни
Мі́ніни (рос. Минины) — присілок у складі Котельницького району Кіровської області, Росія. Входить до складу Юр'євського сільського поселення.
Населення становить 6 осіб (2010, 13 у 2002).
Національний склад станом на 2002 рік — росіяни 92 %.